# أحمد عسيري (لاعب كرة قدم مواليد 1988)
أحمد محمد عسيري (مواليد 3 ديسمبر 1988) هو لاعب كرة قدم سعودي.

## مسيرة اللاعب
كانت بداياته مع نادي الأنصار و لعب بعدها لأندية الاتفاق والعروبة و أحد ونجران و التقدم و الحجاز والانتصار.

## روابط خارجية
أحمد عسيري (لاعب مواليد ١٩٨٨) على موقع كووورة